# Òrbita circular

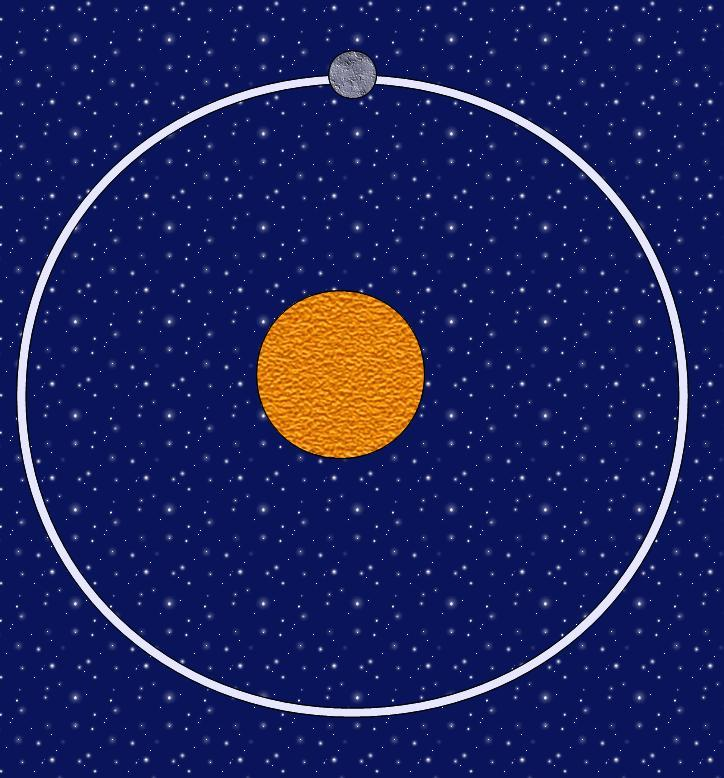
Visió esquemàtica d'una òrbita circular.

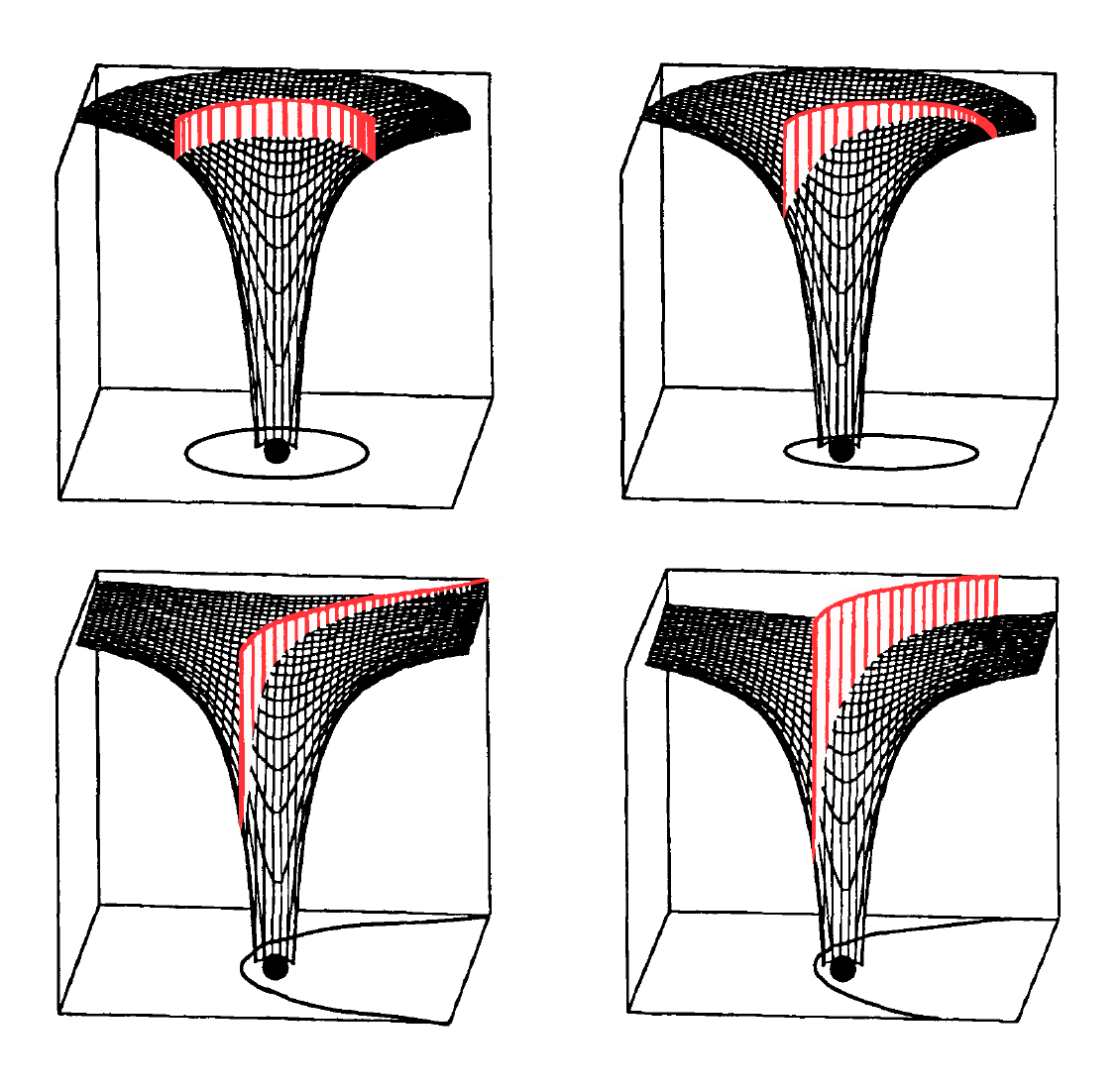
En aquest diagrama hi ha representat una òrbita circular en el quadrant superior esquerre, on el potencial pou gravitatori de la massa central mostra energia potencial, i l'energia cinètica de la velocitat orbital es mostra en vermell. L'alçada de l'energia cinètica es manté constant al llarg de l'òrbita circular a velocitat constant.

Una òrbita circular és l'òrbita a una distància fixa al voltant de qualsevol punt d'un objecte que gira al voltant d'un eix fix.
A continuació es considera una òrbita circular en astrodinàmica o mecànica celeste sota supòsits estàndards. Aquí la força centrípeta és la força de la gravetat, i l'eix esmentat anteriorment és la línia a través del centre de la massa central perpendicular al pla de moviment.
En aquest cas no només la distància, sinó també la velocitat, la velocitat angular, l'energia cinètica i potencial són constants. No hi ha periàpside o apoàpsis. Aquesta òrbita té cap versió radial.